# GLT Poliane
GLT Poliane était un système de partage de fichiers centralisé basé sur une interface Web. Il a été créé par le brésilien Gustavo Luiz Taborda en 2003. D'un point de vue ergonomique et technique, GLT Poliane était un clone d'Audiogalaxy . À la chute de ce dernier, GLT Poliane a connu un certain succès, mais n'a jamais égalé la popularité de l'original.